# Các vị thần Hy Lạp của Percy Jackson
Các vị thần Hy Lạp của Percy Jackson (tựa gốc: Percy Jackson's Greek Gods) là một bộ sưu tập các truyện ngắn liên quan tới thần thoại Hy Lạp dưới giọng kể của Percy Jackson. Truyện được viết bới Rick Riordan và được xuất bản vào ngày 19 tháng 8 năm 2014. 
Truyện mang tên gọi Percy Jackson and the Greek Gods ở Anh và các nước thuộc Khối thịnh vượng chung. Truyện được Puffin Books thuộc Penguin Group xuất bản và được xem là tập 6 của bộ truyện Percy Jackson và các vị thần trên đỉnh Olympus. 

## Phát triển
Vào ngày 21 tháng 4 năm 2013, Rick Riordan thông báo trên trang Twitter rằng ông đang viết một cuốn sách mới dựa trên các câu chuyện thần thoại Hy Lạp nhưng dưới quan điểm của Percy Jackson. Không lâu sau đó, ông cũng đã khẳng định điều này trên blog của mình. Trong đợt quảng bá cho The House of Hades Rick Riordan tiết lộ cuốn truyện này sẽ dày 450 trang, có hình ảnh minh họa. Truyện được xuất bản vào ngày 19 tháng 8 năm 2014. John Rocco, họa sĩ vẽ tranh minh họa cho cuốn truyện, thông báo sẽ có 60 bức tranh đầy màu sắc trong truyện.
Trong đợt quảng bá Blood of Olympus, Rick Riordan thông báo rằng phần tiếp theo với tựa Percy Jackson's Greek Heroes, sẽ được xuất bản vào ngày 18 tháng 8 năm 2015.

## Người dẫn truyện
Percy Jackson cùng với quan điểm của mình về thần thoại Hy Lạp. Cậu đã giải thích vì sao thế giới được tạo ra, sự ra đời các vị thần, và những câu chuyện về các vị thần: Hestia, Demeter, Persephone, Hera, Hades, Poseidon, Zeus, Athena, Aphrodite, Ares, Hephaestus, Apollo, Artemis, Hermes, và Dionysus.

## Nhân vật
| - Chaos - Gaea - Ouranos - Nyx - Hemera - Tartarus - Pontus - Aither - Prometheus - Kronos - Themis - Koios - Oceanus - Hyperion - Iapetus - Krios - Rhea - Metis - Theia - Tethys - Phoebe - Leto - Maia - Mnemosyne - Helios - Selene - Atlas - Hecate - Epimetheus | - Cyclopes - Hekatonkheires - Kampê - Furies - Typhon - Echida - Cerberus - Python - Chị em Gorgons - Centaurs - Chiron - Aloadae - Orion - Daimons - Charon - Hades - Persephone - Melinoe - Makaria - Zeus - Hera - Poseidon - Dionysus - Athena - Demeter - Arion - Artemis - Apollo - Các nàng Muse - Aphrodite - Eros - Thanatos - Hebe - Eileithyia - Hephaestus - Harmonia - Ares - Hermes - Aegipan - Hestia - Fates - Ba chị em Horai - Triton - Rhodes - Triptolemus - Priapus - Nereids - Amphitrite - Leuke - Dryads - Naiads - Chelone - Minthe - Pallas - Kallisto - Satyrs - Ampalos - Marsyas - Delos | - Erichthonios - Tantalus - Alcippe - Halirrhothius - Tityus - Aeneas - Pluotos - Achilles - Asclepius - Aeacus - Arcas - Khrysomallos - Minos - Rhadamanthys - Ariadne - Teiresias - Smyrna - Adonis - Cassiopeia - Andromeda - Semele - Deucalion - Pyrrha - Pandora - Pygmalion - Galatea - Ixion - Centaurus - Koroneis - Europa - Sisyphus - Iasion - Jason - Eriskhthon - Aeetes - Cadmus - Pelops - Các Amazons - Athenians - Vua Oineus - Meleager - Acteon - Queen Meitaneira - Demophoon - Semele - Peleus - Sipriotes - Hippolytus - Athamas - Ino - Battus - Aigina - Myrmidons - Eurynome - Salmoneus - Arachne - Hercules - Orpheus - Psyche - Leda - Beroe |